# Українське мистецьке товариство (Сідней)
Українське мистецьке товариство (УМТ)  — мистецьке, головно драматична група в Сіднеї, Австралії, яка почала свою діяльність наприкінці 1950 року.

## Драматичний Гурток при Українській Громаді в Сіднеї (1950—1952)
Цей перший театральний гурток у Сіднеї почав свою діяльність в 1950 під назвою "Драматичний Гурток при Українській Громаді в Сіднеї. 7 жовтня 1950 відбулися загальні збори гуртка, на яких було вибрано управу в складі: Ярослав Масляк — голова, члени: Степан Хвиля, Євген Новичевський, Микола Свідерський і Лідія Гаєвська-Денес.
21 січня 1951 відбулася перша вистава «Ніч під Різдво». Це був монтаж, що складався з трьох частин:
1. Вокально-балетна частина, уклав Євген Новичевський;
2. «Різдвяна Ніч», одноактівка за Миколи Гоголем;
3. «Цар Максиміліян», сатирично-вертепна сценка Ярослава Масляка.

В гуртку було 32 осіб. Після відходу Ярослава Масляка і Степана Хвилі гурток перебрав Василь Подригуля і почав готувати п'єсу Івана Тобілевича «Мартин Боруля». Недокінчену підготовку перебрав режисер Григорій Маслюк і 1 грудня 1951 п'єсу було поставлено.

## Українське мистецьке товариство (1952—1962)
На загальних зборах 23 лютого 1952 р. драматичний гурток переформувався, прийнявши назву «Українське Мистецьке Товариство» (також при Українській Громаді). Було вибрано управу в складі: голова — Іван Лясківський, адміністратор — Микола Свідерський, Григорій Маслюк, і Стефан Якубів. Головною точкою нового статуту було — «плекати українське мистецтво на чужині». Провідну ролю в Товаристві належить Секції Драматижній (режисер Григорій Маслюк). У травні 1952 створилася (пізніше незалежна) балетна секція під проводом Євгена Новачевського, а потім Наталії Тиравської і Миколи Свідерського, у червні — секція співу (диригент священик Іван Манько).
Декорації й афіші виготовив художник Борис Спесивий. Провідними акторами, крім названих, були: Клавдія Фольц, Євгенія Спесива, М. Данченко, Теодор Цигилик, Я. Стецик, Радіон Шока.
Українське мистецьке товариство розв'язалося 1962.

## П'єси
Під режисурою Григорія Маслюка і Леоніда Дорошенка поставлено п'єси:
- «Мартин Боруля» Івана Тобілевича (1951, 1956)
- «Степовий гість» Бориса Грінченка (1952)
- «Вечір на Україні» сценічний монтаж включаючи «На перші гулі» Степана Васильченка (1952)
- «Майська ніч» (за Гоголем, 1952)
- «Отаман Пісня» Миколи Чирського (1953)
- «Домаха» Людмили Коваленко (1953, 1954)
- «Чумаки» Івана Тобілевича (1954, 1955)
- «По ревізії» Марка Кропивницького (1955)
- «День правди» Віталія Товстоноса (1955)
- «П'яний рейд» Миколи Чирського (1956)
- «Украдене щастя» Івана Франка (1956)
- «Мина Мазайло» Миколи Куліша (1957)
- «Сто тисяч» Івана Тобілевича (1957)
- «Назар Стодоля» Тараса Шевченка зі вставкою «Вечорниці» Петра Ніщинського (1958)
- «Ваші знайомі» Діамари Камілевської (1959)